# 3262 Miune
3262 Miune (1983 WB) là một tiểu hành tinh vành đai chính được phát hiện ngày 28 tháng 11 năm 1983 bởi T. Seki ở Geisei.